# Luciogobius punctilineatus
Luciogobius punctilineatus — вид прісноводних бичкоподібних риб родини оксудеркових (Oxudercidae). Описаний у 2022 році.

## Поширення
Ендемік Японії. Поширений на островах Кюсю, Косікідзіма, Осумі, Сікоку та Амамі-Осіма.